# Pieni Pihlajasaari
Pieni Pihlajasaari är en ö i Finland. Den ligger i sjön Vahvajärvi och i kommunen Hirvensalmi i den ekonomiska regionen  S:t Michel och landskapet Södra Savolax, i den södra delen av landet, 190 km nordost om huvudstaden Helsingfors. Öns area är 4,5 hektar och dess största längd är 0,5 kilometer i nord-sydlig riktning.